# Sekigahara (film)
Pour plus de détails, voir Fiche technique et Distribution.
Sekigahara (関ヶ原) est un film de guerre historique japonais réalisé par Masato Harada, sorti en 2017. Il s'agit de l'adaptation du roman homonyme de Ryōtarō Shiba.

## Synopsis
Le film revient sur la célèbre bataille de Sekigahara (surnommée au Japon « la bataille qui décida de l’avenir du pays ») qui se déroula en 1600 et mis fin à l'époque Sengoku caractérisée par des troubles internes chroniques.

## Fiche technique
- Titre français : Sekigahara
- Titre original : 関ヶ原
- Réalisation : Masato Harada
- Scénario : Masato Harada, d'après un roman de Ryōtarō Shiba
- Photographie : Takahide Shibanushi (ja)
- Décors : Tetsuo Harada
- Montage : Masato Harada
- Musique : Harumi Fūki
- Son : Masato Yano
- Éclairages : Takaaki Miyanishi
- Pays d'origine :  Japon
- Langue originale : japonais
- Genres : film historique - film de guerre - jidai-geki
- Durée : 149 minutes[2]
- Date de sortie :
  - Japon : 26 août 2017[2]

## Distribution
- Jun'ichi Okada : Ishida Mitsunari
- Kasumi Arimura : Hatsume
- Takehiro Hira : Shima Sakon
- Noriko Nakagoshi : Hanano, la femme de Sakon
- Masahiro Higashide (en) : Kobayakawa Hideaki
- Kōji Yakusho : Ieyasu Tokugawa

## Accueil
Sekigahara est premier du box-office japonais lors de son premier week-end.

## Distinctions

### Récompenses
- 2018 : prix de la meilleure photographie pour Takahide Shibanushi (ja), du meilleur son pour Masato Yano et du meilleur éclairage pour Takaaki Miyanishi à la Japan Academy Prize[3]

### Sélections
- 2018 : prix du meilleur film, du meilleur réalisateur et du meilleur montage pour Masato Harada, du meilleur acteur pour Jun'ichi Okada, de la meilleure musique pour Harumi Fūki, des meilleurs décors pour Tetsuo Harada et enfin du meilleur acteur dans un second rôle pour Kōji Yakusho à la Japan Academy Prize[3]